# Erla (přítok Bartuvy)
Erla je říčka na západě Litvy, v Žemaitsku, v Klajpedském kraji, v Příbaltské nížině, která protéká okresy Skuodas a Kretinga. Pramení v obci Šaukliai v okrese Skuodas. V horním toku teče směrem na jih, u obce Erlėnai se stáčí vpravo do opačného směru na sever a dále teče paralelně s horním tokem 500 – 800 m širokým říčním údolím na sever. Je to levý přítok řeky Bartuva, do které se vléva u obce Puodkaliai. Délka toku je 28 km, plocha povodí je 111,4 km². Koryto je regulované, šířka 5 – 9 m, hloubka 1,5 – 2,4 m. Průměrný spád je 1,08 m/km. Rychlost toku je 0,1 m/s. průměrný průtok v ústí je 1,41 m³/s. U obce Kernai je na říčce rybník o rozloze 84 ha. Horní a střední tok Erly je na území Chráněné krajinné oblasti Salantai.

## Přítoky
- levé:

| Hydrologické pořadí | Řeka         | Délka (km) | Povodí (km²) | Vzdálenost od ústí (km) | Ústí kde   | Koordináty ústí |
| ------------------- | ------------ | ---------- | ------------ | ----------------------- | ---------- | --------------- |
| 20012081            | Pagilbrastis | 5,1        | 4,2          | 21,8                    |            |                 |
|                     | Alkupis      | 3,9        |              | 18,9                    |            |                 |
| 20012082            | Juodupis     | 5,4        | 18,0         | 17,5                    | Juodupėnai |                 |
| 20012083            | E – 3        | 5,1        | 4,2          | 12,8                    |            |                 |
| 20012085            | Rubežupis    | 4,4        | 11,7         | 8,2                     |            |                 |

- pravé:

| Hydrologické pořadí | Řeka   | Délka (km) | Povodí (km²) | Vzdálenost od ústí (km) | Ústí kde | Koordináty ústí |
| ------------------- | ------ | ---------- | ------------ | ----------------------- | -------- | --------------- |
| 20012084            | Šakalė | 3,0        | 4,4          | 12,7                    |          |                 |
| 20012087            | E – 2  | 4,4        | 5,3          | 3,4                     |          |                 |